# Христианство в Пакистане
Христиане в Пакистане — второе после индусов религиозное меньшинство.

## Обзор
Из примерно 182 миллионов пакистанцев 96 % — мусульмане. 2,4 миллиона христиан составляют 1,3 % населения страны. Из них 1 300 000 католики. Крупнейший христианский храм в стране — католический собор святого Патрика — находится в городе Карачи. В стране так же есть верующие православной церкви.
В 1990 году церкви в Фейсалабаде были разрушены. В Пакистане в 2005 году были угрозы бомбардировки. В Лахоре находится Собор Святейшего Сердца Иисуса. В Карачи проживает группа христианских выходцев из Гоа.
Большинство пакистанских христиан считаются потомками членов касты неприкасаемых, и в настоящее время в большинстве они являются сельскохозяйственными или низкоквалифицированными рабочими. Многие из них неграмотны.
В докладе Азиатской комиссии по правам человека сообщается, что около 700 пакистанских девушек-христианок ежегодно вынужденно принимают ислам в связи с давлением или нежеланной беременностью. В докладе этот феномен называют разновидностью «этно-религиозных чисток».
Правительство Пакистана предпринимает ряд мер для противодействия экстремизму в отношении пакистанских христиан. Так на Рождество 2011 года за безопасностью христианских объектов, большая часть из которых расположена в Лахоре и окрестностях, следили около двух с половиной тысяч полицейских (в том числе специальные снайперы).
В результате взрыва, совершённого террористами-смертниками 22 сентября 2013 года у христианской церкви в городе Пешавар, погибли 78 человек, ранены более ста.

## Церковь Пакистана
Церковь Пакистана была основана в 1970 году как объединение лютеранских, методистских и англиканских церквей. Насчитывает 800 тысяч членов.

## Галерея

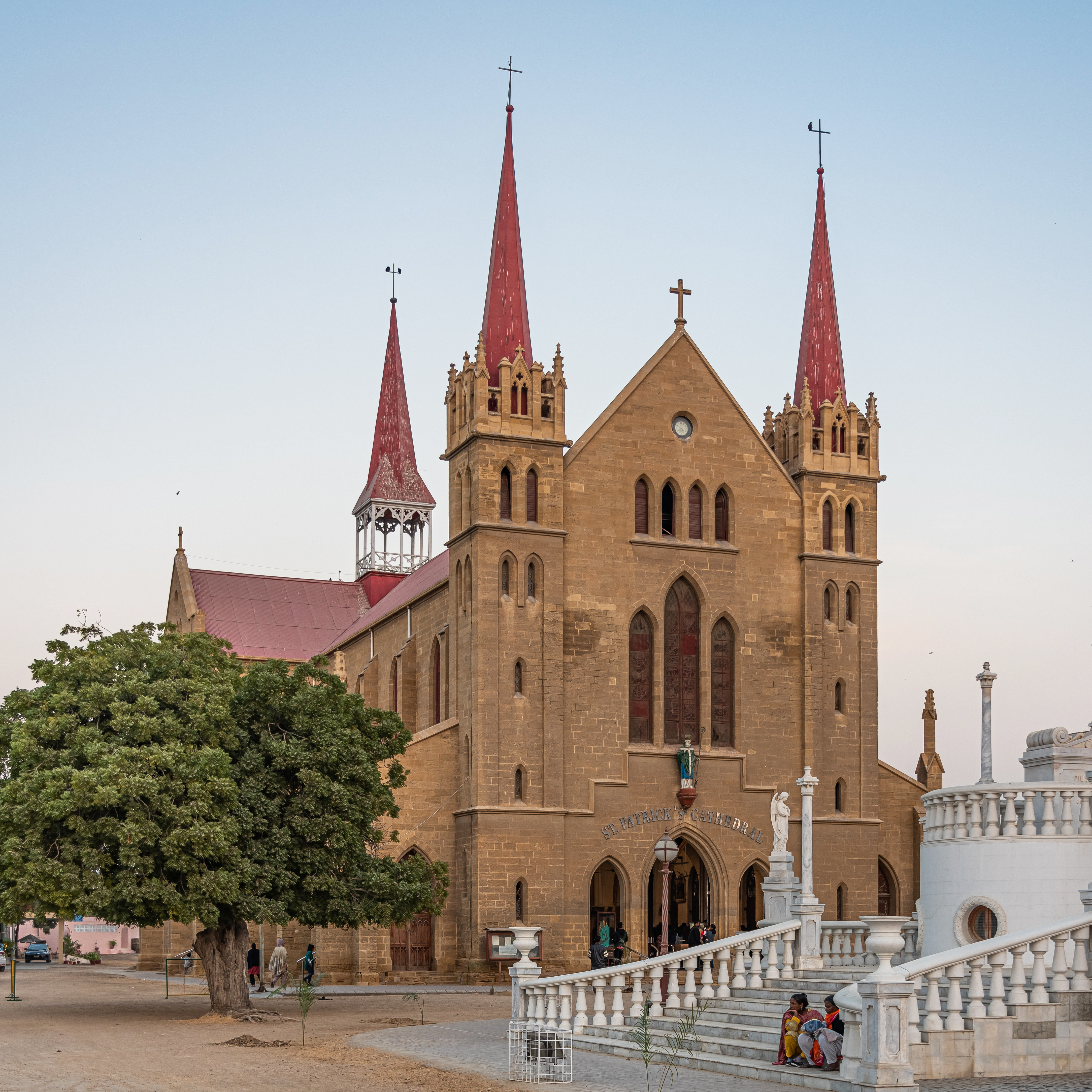
Собор святого Патрика в Карачи
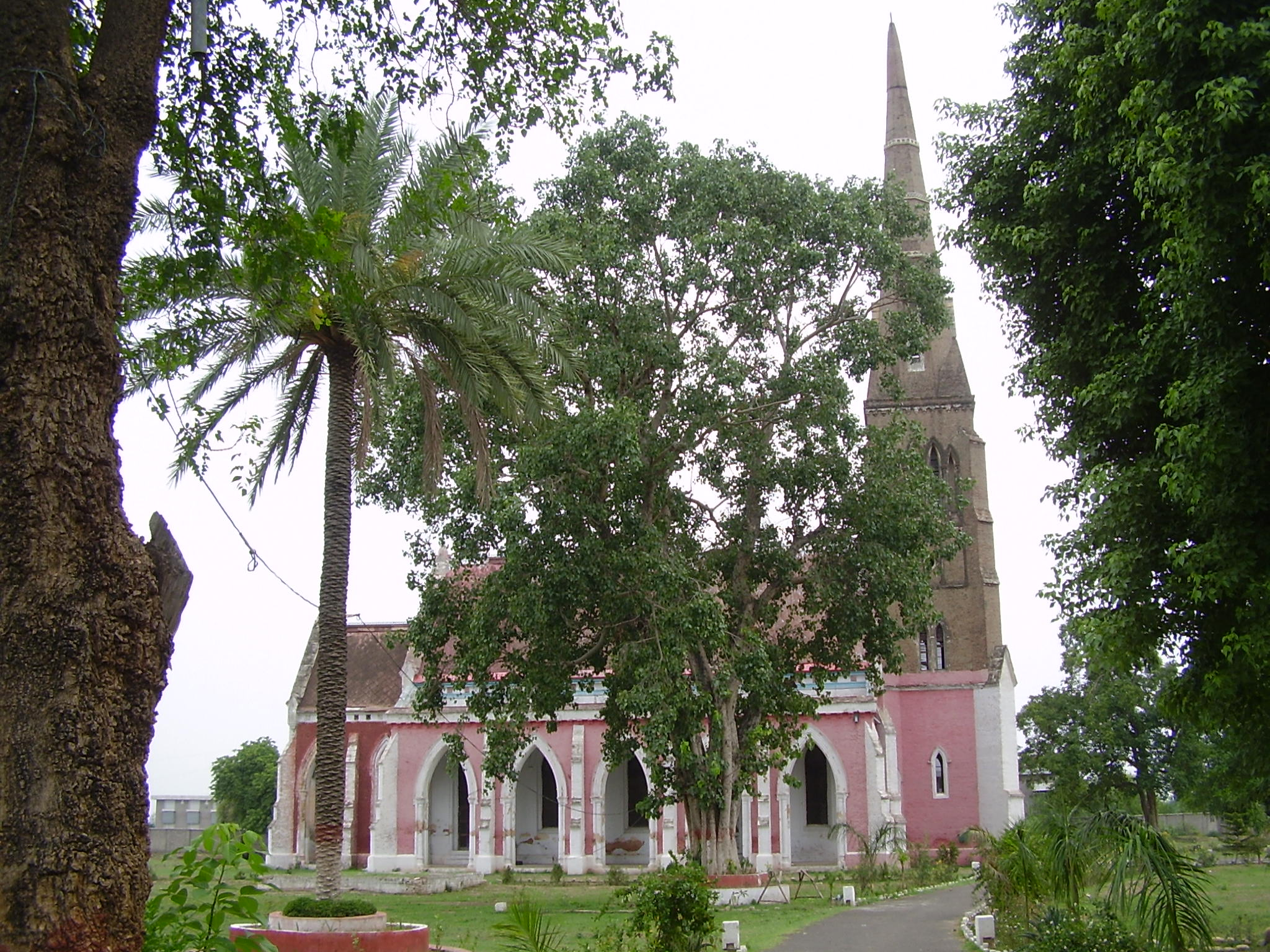
Протестантская церковь
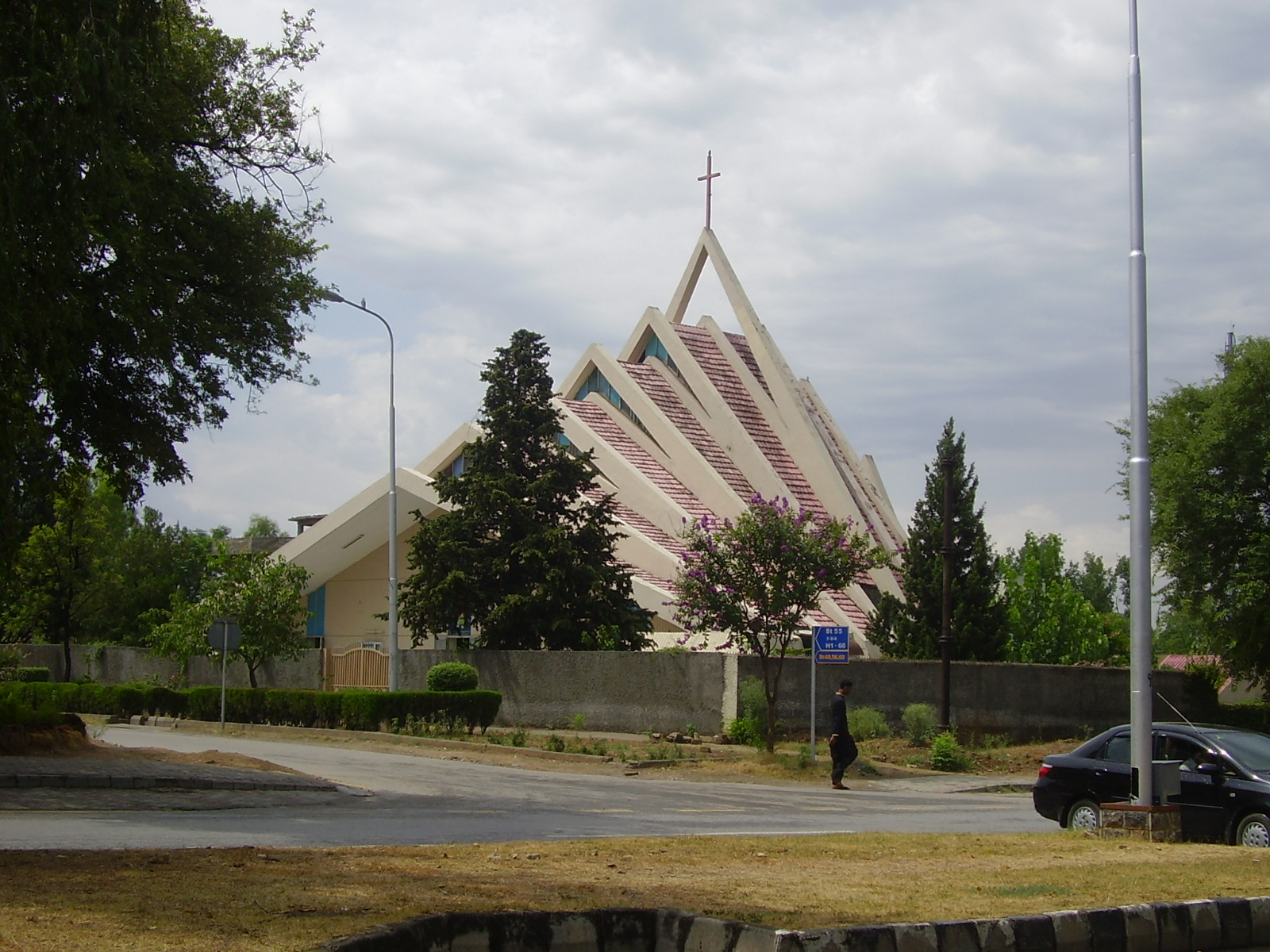
Церковь в Исламабаде